# Uso de excrementos

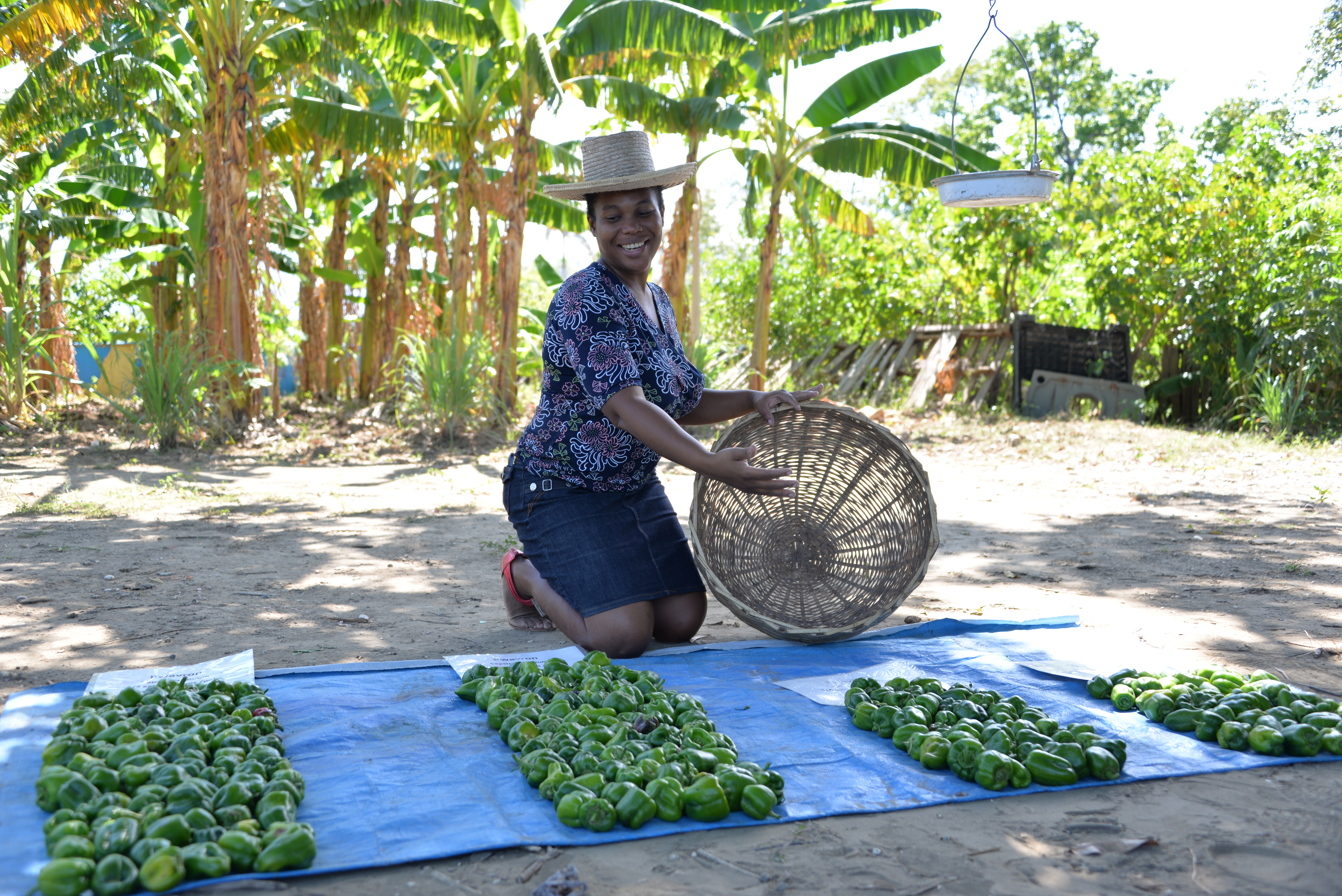
Cosecha de pimientos cultivados con un compost a base de excrementos en una huerta experimental en Haití.

El uso de excrementos consiste en el uso beneficioso y seguro de excrementos animales o humanos (heces) y orina. Dicho uso beneficioso comprende principalmente el aprovechamiento de los nutrientes, materia orgánica y energía contenidos en los excrementos, más que el del agua contenida (como sería en el caso de reciclado de aguas grises). El uso de los excrementos hace referencia a su utilización como acondicionador del suelo o fertilizante en la agricultura, jardinería, acuicultura u horticultura. Los excrementos también pueden ser utilizados como un combustible o material de construcción. 
Los excrementos contienen elementos que se pueden recuperar: nutrientes existentes en las plantas nitrógeno, fósforo, potasio como también micronutrientes tales como azufre y materia orgánica. Tradicionalmente en muchos países se han utilizado en la agricultura estos elementos que se encuentran en los excrementos o en las aguas residuales. Esta práctica se ha continuado hasta principios del siglo XXI, aunque a menudo es llevada a cabo en los países en desarrollo en forma no regulada y poco segura. Las guías publicadas por la OMS en el 2006 han especificado un marco mediante el cual este uso se puede realizar en forma segura mediante la aplicación de "una metodología de barreras múltiples".
Existen diversos "fertilizantes a base de excrementos" con diversas propiedades y características fertilizantes: orina, heces secas, heces compostadas, lodo fecal, aguas residuales, lodo de aguas residuales y estiércol animal.
El uso de los excrementos es la etapa final en la cadena de saneamiento que comienza con la recolección de excrementos (mediante el uso de retretes) y continua con el transporte y tratamiento hasta su deshecho o uso.

## Introducción
Los sistemas de saneamiento que están diseñados para asegurar la recuperación segura y efectiva de los recursos pueden desempeñar un papel importante en el manejo general de los recursos de una comunidad. Varias tecnologías y prácticas, que varían en escala de un solo hogar rural a una ciudad, se pueden utilizar para captar recursos potencialmente valiosos y ponerlos a disposición para usos seguros y productivos que respalden el bienestar humano y una mayor sustentabilidad.
Los recursos disponibles en aguas residuales y excrementos comprenden agua, nutrientes vegetales, materia orgánica y contenido de energía. El uso de los excrementos se enfoca en el aprovechamiento de los nutrientes y materia orgánica de los excrementos a diferencia de la reutilización de las aguas residuales, que se enfoca en el aprovechamiento del contenido de agua.
El tipo más común de uso de excrementos es como fertilizante y acondicionador del suelo en la agricultura. Esto también se conoce como un enfoque de "cerrar el ciclo" en el saneamiento con agricultura. Es un aspecto central del enfoque de saneamiento ecológico. Un término alternativo es también "uso de excrementos" en lugar de "reutilización", ya que estrictamente hablando es el primer uso de excrementos, no la segunda vez que se usan.
Puede ser eficiente combinar las aguas residuales y los excrementos con otros desechos orgánicos, como el estiércol, residuos de alimentos y los residuos de los cultivos, con el fin de recuperar los recursos.

### Tipos
Los tipos más comunes de uso de excrementos, que incluyen excrementos solos o mezclados con agua en el caso de las aguas residuales domésticas, son:
- Fertilizantes y agua de riego en agricultura y horticultura: por ejemplo, utilizando agua recuperada y tratada para riego; uso de excrementos compostados (y otros desechos orgánicos) o biosólidos tratados adecuadamente como fertilizante y acondicionador del suelo; uso de orina tratada capturada mediante retretes de fuente separada como fertilizante.
- Energía: por ejemplo, la digestión de heces y otros desechos orgánicos para producir biogás; o producir combustibles.
- Otros: otras opciones emergentes de uso de excrementos incluyen, producir alimentos proteínicos para el ganado utilizando larvas de mosca soldado negra, recuperar materia orgánica para usar como material de construcción o en la producción de papel.

### Concepto de barreras múltiples para uso seguro en la agricultura
La investigación sobre cómo hacer que el uso de orina y heces sea segura en la agricultura se llevó a cabo en Suecia desde la década de 1990. En el 2006, la Organización Mundial de la Salud (OMS) publicó guías sobre el uso seguro de aguas residuales, excrementos y aguas grises. El concepto de barreras múltiples para el uso, es el concepto clave de esta publicación, que ha permitido desarrollar una comprensión clara de cómo el uso de excrementos se puede hacer de manera segura. El concepto también se utiliza en el suministro de agua y la producción de alimentos, y generalmente se entiende como una serie de pasos de tratamiento y otras precauciones de seguridad para evitar la propagación de patógenos.
El tipo de tratamiento a aplicar para los fertilizantes basados en excrementos antes de que puedan usarse de forma segura en la agricultura depende de una serie de factores. Depende principalmente de qué otras barreras se establecerán de acuerdo con el concepto de barrera múltiple. Tales barreras pueden ser la selección de un cultivo adecuado, métodos de cultivo, métodos de aplicación del fertilizante, educación, entre otros.
Por ejemplo, en el caso de inodoros secos desviadores de orina, el tratamiento secundario de las heces secas puede realizarse a nivel comunitario en lugar de a nivel doméstico y puede incluir compostaje termófilo donde se realiza el compostaje del material fecal a más de 50 °C, almacenamiento prolongado por 1.5 a 2 años, tratamiento químico con amoníaco de la orina para desactivar los patógenos, saneamiento solar para un secado posterior o el tratamiento térmico para eliminar los patógenos.

### Comparación entre fertilizantes a base de excrementos con otros fertilizantes

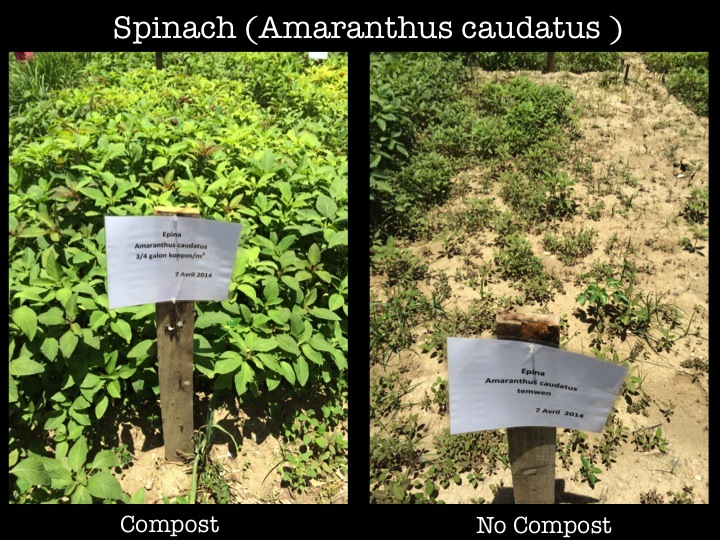
Comparación de un campo sembrado con espinaca con (izq.) y sin (derecha) compost, experimentos en un campo de Desarrollo Orgánico Sustentable en Port-au-Prince, Haití.

Existe un importante recurso de fertilizante sin explotar en el excremento humano. En África, por ejemplo, las cantidades teóricas de nutrientes que se pueden recuperar de los excrementos humanos son comparables con el uso actual de fertilizantes en el continente. Su uso puede por lo tanto sostener una mayor producción de alimentos y también ofrecer una alternativa a los fertilizantes químicos, los que a menudo son inaccesibles para los pequeños agricultores.
Los fertilizantes minerales se obtienen a partir de actividades de minería y pueden contener metales pesados. Los minerales de fosfato contienen metales pesados como cadmio y uranio, que pueden llegar a la cadena alimenticia a través del fertilizante mineral de fosfato. Este inconveniente no se registra en los fertilizantes a base de excrementos, lo cual es una ventaja.
En el uso intensivo agrícola, el estiércol animal a menudo no se utiliza tan intensamente como los fertilizantes minerales y, por lo tanto, el uso del nitrógeno es deficiente. El estiércol animal puede convertirse en un problema en cuanto a su uso en zonas con explotaciones agrícolas intensivas con grandes cantidades de ganado y muy poca tierra disponible para la agricultura.
Los elementos fertilizantes de los fertilizantes orgánicos están mayormente unidos en compuestos carbonosos reducidos. Si estos ya están parcialmente oxidados como en el compost, los minerales fertilizantes se adsorben en los productos de degradación (ácidos húmicos), etc. Por lo tanto, exhiben un efecto de liberación lenta y generalmente se lixivian más lentamente que los fertilizantes minerales.

### Pico de fósforo
En el caso particular del fósforo, el uso de excrementos es un método conocido para recuperar fósforo para mitigar la escasez inminente (también conocida como "pico de fósforo") de fósforo extraído de minas. El fósforo extraído de minas es un recurso limitado que se utiliza para la producción de fertilizantes a un ritmo cada vez mayor, lo que amenaza el asegurar el nivel de producción alimentaria mundial. Por lo tanto, el fósforo obtenido a partir del uso de fertilizantes a base de excrementos es una alternativa interesante a los fertilizantes que contienen mineral de fosfato extraído de minas.